# Tigridia philippiana
Tigridia philippiana är en irisväxtart som beskrevs av Ivan Murray Johnston. Tigridia philippiana ingår i släktet Tigridia och familjen irisväxter. Inga underarter finns listade i Catalogue of Life.